# Noite de um Verão de Sonho
"Noite de um Verão de Sonho" é uma canção de MPB composta por Nelson Motta e por sua mãe Xixa Motta e lançada em 1980 pela cantora Maria Bethânia no seu famoso álbum Talismã.

## Informações
"Noite de um Verão de Sonho" é uma das faixas do álbum Talismã, disco de uma das fases de maior sucesso da cantora baiana Maria Bethânia. A letra contém temas oníricos. Na gravação, o único músico foi o pianista Túlio Mourão, responsável pela composição de "Nenhum Verão", faixa que também só tem o acompanhamento do seu piano, e que está presente no álbum Mel, do ano anterior. O título de "Noite de um Verão de Sonho", canção mais suave do álbum, aparentemente brinca com o título da peça do inglês William Shakespeare, chamada de "Sonho de uma Noite de Verão".
Maria Bethânia só gravaria novamente outra canção de Nelson Motta em 2001, no álbum Maricotinha, sendo a faixa "Água e Pão", uma versão que Nelson fez da canção "Bahia" de Pedro Guerra.